# Ziemstwo Kredytowe w Poznaniu
Ziemstwo Kredytowe – monumentalny budynek w stylu neoromańskim, zlokalizowany w centrum Poznania, przy ul. Święty Marcin róg Alei Niepodległości.

## Budynek
Budynek Ziemstwa, wraz z sąsiadującą Dyrekcją Poczty, stanowiły oprawę dla gmachu Zamku Cesarskiego i podobnie jak on zaprojektowane zostały przez Franza Schwechtena, a otwarte w 1910. Sylwetka Ziemstwa (a właściwie jego wieża), stanowi jeden z charakterystycznych elementów urbanistycznych, definiujących panoramę Placu Mickiewicza – jest kontrapunktem dla wieży zamkowej. W odróżnieniu od rustykowanych elewacji Zamku gmachy urzędowe posiadały gładką okładzinę piaskowcową. Gmach Ziemstwa zdobiły ponadto wzorowane na rzeźbie XIII-wiecznej alegorie cnót, z których do dziś dochowała się tylko jedna.
Pierwotnie oprócz funkcji biurowych obiekt pełnił rolę mieszkalną, m.in. mieścił apartamenty dyrektora poczty. Obecnie gmach zajmuje Filharmonia Poznańska założona w 1947 z inicjatywy Tadeusza Szeligowskiego, a także Katedra Technologii Informacyjnych Uniwersytetu Ekonomicznego.